# Inwestowanie indeksowe
Inwestowanie indeksowe – pasywna giełdowa strategia inwestycyjna, polegająca na zakupie portfela, który odzwierciedla zachowanie się określonego indeksu giełdowego.

## Opis
Badania wskazują, że większość funduszy inwestycyjnych na dowolnym rozwiniętym rynku przegrywa z indeksem. Najważniejszą przyczyną są koszty prowizji przy inwestowaniu aktywnym (zakupie akcji w biurze maklerskim lub zakupie jednostek uczestnictwa funduszy inwestycyjnych), które są zazwyczaj dużo wyższe niż prowizje od zakupu jednostek funduszu indeksowego.
Wynik portfela zbudowanego w oparciu o inwestowanie indeksowe zawsze będzie minimalnie niższy niż stopa zwrotu odwzorowywanego indeksu. Inwestowanie indeksowe odżegnuje się od analizy fundamentalnej, której celem jest dogłębne zbadanie podstaw i otoczenia makroekonomicznego spółki, której walory planuje się nabyć. Jednocześnie ta strategia inwestycyjna czerpie z metodologii analizy technicznej, zwłaszcza zaś wyznaczania trendu, który jest podstawą przyjęcia, że określony indeks giełdowy z czasem będzie zyskiwał, a nie tracił na wartości.